# Макс фон Лауе
Макс фон Лауе (на немски: Max Theodore Felix von Laue) е германски физик, носител на Нобелова награда за физика през 1914 година за откриването на дифракцията на рентгенови лъчи от кристали. Работи в областта на оптиката, кристалографията, квантовата механика, теорията на относителността. По време на Втората световна война е силен противник на националсоциализма. Взема активно участие в реогранизацията на немската наука след войната.

## Биография
Роден е на 9 октомври 1879 година в Пфафендорф, Германия. През 1898 г. взема матурата (на немски: Abitur) си в Страсбург, след което учи в Гьотингенския университет и Мюнхенския университет „Лудвиг Максимилиан“. След хабилитацията си през 1906 г. става частен доцент и асистент на Макс Планк в Берлин. Между 1909 и 1912 г. е частен доцент в Мюнхен, където работи под ръководството на Арнолд Зомерфелд. Там той среща Пол Еуълд, който му споменава за своята дисертация, писана под ръководството на Зомерфелд по време на разходка през Коледната ваканция на 1912 г. в Englische Garten в Мюнхен: „Дифракция на електромагнитни вълни от видимия спектър от кристални решетки“. Лауе се замисля върху дифракцията на по-високочестотни вълни в кристали. По-късно, Зомерфелд съобщава за успешно проведените от Лауе опити за дифрактиране на рентгенови лъчи в кристали, за което през 1914 г. Лауе е награден с Нобелова награда за физика.
През 1912 г. Лауе става редовен професор в Цюрихската политехника. Година по-късно баща му получава благородническа титла и Лауе става фон Лауе.
Между 1914 и 1919 г. е редовен професор във Франкфурт, а от 1919 до 1943 г. в Берлин, след което е обявен за почетен (emeritus) професор в същия университет. Между 1951 и 1959 г. е директор на Института по физикохимия и електрохимия Фриц Хабер към института „Макс Планк“ (на немски: Fritz Haber Institut für physikalische Chemi und Elektrochemie der Max-Planck Gesellschaft.)
Умира на 24 април 1960 година в Берлин след катастрофа с мотоциклетист.